# ヴィッラ・ディ・ティラーノ
ヴィッラ・ディ・ティラーノ（伊: Villa di Tirano）は、イタリア共和国ロンバルディア州ソンドリオ県にある、人口約2,900人の基礎自治体（コムーネ）。

## 地理

### 位置・広がり
ソンドリオ県中部のコムーネ。ティラーノから西南西へ3km、県都ソンドリオから東へ21km、州都ミラノから北東へ110kmの距離にある。

#### 隣接コムーネ
隣接するコムーネは以下の通り。BSはブレシア県所属。CH-GRはスイス・グラウビュンデン州所属を示す。
- アプリーカ
- ビアンツォーネ
- ブルジオ（英語版） (CH-GR)
- コルテノ・ゴルジ (BS)
- テーリオ
- ティラーノ

### 地勢・地形
- 河川：アッダ川、ポスキアヴィーノ川（イタリア語版）

### 地震分類
イタリアの地震リスク階級 (it) では、3 に分類される
。

## 行政

### 山岳部共同体
広域行政組織である山岳部共同体「ヴァルテッリーナ・ディ・ティラーノ山岳部共同体」 (it:Comunità montana della Valtellina di Tirano) （事務所所在地: ティラーノ）を構成するコムーネの一つである。